# Темперамент
Темпера́мент (лат. temperamentum — «соразмерность», «надлежащее соотношение частей») — это совокупность устойчивых динамических особенностей психических процессов человека: темпа, ритма, интенсивности. Темперамент связан с динамическими, а не содержательными аспектами деятельности. Темперамент определяет скорость течения психических процессов, устойчивость эмоциональной сферы, степень волевого усилия.
Первую теорию темперамента и определение термина сформулировал Гиппократ, его идеи развил Гален. В XX веке И. П. Павлов сформулировал, что физиологической основой темперамента является тип высшей нервной деятельности, различия в нейрохимической регуляции поведения. Темперамент составляет основу формирования и развития характера; относится к биологически-обусловленным индивидуальным различиям как человека, так и животных.
В обществе распространено убеждение о существовании неизменяемых генетически запрограммированных свойствах личности человека, которые определяют его темперамент. Однако в течение жизни человека его темпераментные черты изменяются под воздействием различных факторов.
Людей с чистыми темпераментами, сформулированными Галеном и Павловым, не существует — все люди имеют смешанный тип темперамента.
Типологии, основанные на темпераменте, подвержены критике, как устаревшие и не отражающие реальные свойства психики.

## История

### Теория темперамента по Гиппократу и Галену
Во времена Гиппократа, для отражения соотношения основных жидкостей («соков») в организме человека, влияющих на его состояние, использовали понятие «красис» (др.-греч. κράσις, слияние, пропорция, смешение), а древнеримские врачи использовали понятие «темпераментум».
Предполагалось, что существуют устойчивые индивидуальные различия в соотношениях между химическими системами, регулирующими поведение человека, наиболее устойчивые индивидуальные различия приписывались различиям в смесях нейрогуморальных жидкостей тела.
Теории химических факторов описывали в основном климатические и природные явления. Так, в трактате «О воздухе, водах, местностях» Гиппократ описывает вредное воздействие факторов окружающей среды на организм человека и соответственно различные «типы людей» в зависимости от местности, в которой они живут («все тела состоят из горячего, холодного, влажного и сухого»). Гиппократ впервые сделал предположение о четырёх телесных соках и, по преобладанию одного из них в организме, условно разделил людей на различные типы. Описанная позднее теория темпераментов ошибочно приписывается Гиппократу, он делил людей на типы не по темпераменту, а лишь по предрасположенности к заболеваниям.
Эту теорию гораздо позднее развил Гален, он объяснил и описал темперамент как индивидуальное соотношение внутренних химических систем человеческого организма («элементов Гиппократа»), с преобладанием одного из «жизненных соков». Гален выделял 13 темпераментов, а римский врач Аэций свёл их до четырёх и описал темпераменты, «которые традиционно называют гиппократовскими». Различия в соках объясняют и различия в нравах людей, а преобладание одного определяет темперамент человека:
- жёлтой жёлчи (др.-греч. χολή [холе] «жёлчь, яд») делающей человека истеричным и хамоватым, «горячим» — холериком;
- крови (лат. sanguis [сангвис, сангуа] «кровь») делающей человека подвижным и весёлым — сангвиником;
- чёрной жёлчи (др.-греч. μέλαινα χολή [мелэна холе] «чёрная жёлчь») делающей человека грустным и боязливым — меланхоликом;
- лимфы (др.-греч. φλέγμα [флегма] «мокрота») делающей человека спокойным и медлительным — флегматиком.

Люди с резко выраженными чертами определённого темперамента не так часто встречаются, чаще всего у людей бывает смешанный темперамент в различных сочетаниях. Но преобладание определённых черт даёт возможность отнести темперамент человека к тому или иному типу:
- Холерик — быстрый, порывистый, импульсивный, неуравновешенный, подвержен резкой смене настроений, эмоциональным вспышкам. Холерик обладает огромной работоспособностью.
- Сангвиник — подвижный, живой, легко переживающий неудачи, стремящийся к смене впечатлений. Обладает выразительной мимикой. Продуктивен в работе, когда она ему интересна.
- Меланхолик — сдержан, раним, впечатлителен, склонный к постоянному переживанию даже малозначительных событий, застенчив.
- Флегматик — медлителен, трудно переключаемый с одной деятельности на другую, устойчив и постоянен в стремлениях и настроении, скуп на проявление эмоций.

Теория темпераментов Гиппократа — Галена до сих пор оказывает влияние на искусство, науку и литературу.

### Учение И. П. Павлова о типах высшей нервной деятельности (темпераментах)
Важным пунктом в истории естественнонаучного изучения темпераментов явилось учение И. П. Павлова о типах нервной системы (типах высшей нервной деятельности), общих для человека и высших млекопитающих. Он доказал, что физиологической основой темперамента является тип высшей нервной деятельности, определяемый соотношением основных свойств нервной системы: силы, уравновешенности и подвижности процессов возбуждения и торможения, протекающих в нервной системе. Павлов выделил 4 чётко очерченных типа высшей нервной деятельности, то есть определённых комплексов основных свойств нервных процессов, которые он сопоставил с типами темперамента по Гиппократу:
- сильный уравновешенный подвижный тип — соответствует сангвинику, «живому» типу;
- сильный уравновешенный инертный тип — соответствует флегматику, «спокойному» типу;
- сильный неуравновешенный тип характеризуется сильным раздражительным процессом и относительно слабым процессом торможения — соответствует холерику, «безудержному» типу;
- слабый тип характеризуется слабостью как возбудимого, так и тормозного процессов — соответствует гиппократовскому меланхолику.

Темперамент как прирождённый конституциональный вид нервной деятельности — генотип, под разнообразными влияниями окружающей среды превращается в фенотип — характер.

### Советские исследования темперамента
Русская традиция исследования темперамента началась в 1906 году, с исследований типов и свойств нервной системы в школе И. П. Павлова и продолжилась в исследованиях Лаборатории дифференциальной психофизиологии при Институте психологии АН СССР в исследованиях Б. М. Теплова (1963), В. Д. Небылицына (1972), В. М. Русалова (1979).
Б. М. Теплов даёт отличное от И. П. Павлова определение темперамента: «Темпераментом называется характерная для данного человека совокупность психических особенностей, связанных с эмоциональной возбудимостью, то есть с быстротой возникновения чувств, с одной стороны и силой — с другой».
В. Д. Небылицын и В. М. Русалов рассматривали темперамент аналогично Павлову: как формально-динамические свойства поведения — энергетические (такие, как выносливость), динамические (скорость интеграции акта — мобильность, темп), а также эмоциональность. В их лаборатории при Институте психологии АН СССР использовались измерения ЭЭГ, вызванные потенциалы, кофеиновые пробы, исследования абсолютных порогов восприятия в визуальной, слуховой и тактильной модальностях, силу возбуждения и мобильность в слуховой и визуальных модальностях, эффективность решения проблем в определённых (детерминистских) и неопределённых (вероятностных) условиях, и скорость выполнения различных тестов. Русалов показал, что черты темперамента регулирующие разные типы активности имеют разные психофизиологические корреляты, то есть специфику в зависимости от типа активности.
На основе этих исследований был предложен Активностно-специфический подход к структуре темперамента. Этот подход предлагает разделять черты, относящиеся к трём специфическим аспектам деятельности — физическому, социально-вербальному и умственному. Эта идея была выдвинута сначала В. Д. Небылицыным. В полном масштабе этот подход был затем развит в дифференциальной психологии и психофизиологических экспериментах в 1970-е — 1990-е годы Русаловым, исследования были продолжены в работах его учеников (например, нейрохимическая модель «Функциональный Ансамбль Темперамента»  >.)

### 21 век
Согласно накопленным к XXI веку данным о работе нервной системы человека, если продолжать рассматривать типологию Галена с модификациями Павлова, в такой типологии необходимы 125 типов темперамента.

## Теории темперамента
Основные теории темперамента на 1998 год:
- гуморальная теория (Гиппократ, Гален);
- конституциональная теория: конституциональная теория Э. Кречмера и конституциональная теория У. Шелдона;
- психофизиологическая теория (И. П. Павлов и др.);
- психологическая (факторная) теория темпераментов (Г. Айзенк, Р. Кеттел и др.)[29][уточнить];
- нейрохимическая теория Функциональный Ансамбль Темперамента (И. Трофимова, Т. Роббинс[англ.]).

Описания темпераментов довольно сильно различаются у различных ученых и, по-видимому, включают в себя достаточно большое количество факторов. Многие психологи, так же как было предложено Кантом в конце 18 века, Хеймансом в начале XX века и Г. Ю. Айзенком в 1960-х делят компоненты темперамента на 2 группы: «Активность» поведения и «Эмоциональность». Предпринимались попытки подвести научно-экспериментальную базу под свои теории темпераментов (Г. Ю. Айзенк, Э. Кречмер, У. Шелдон, Я. Стреляу, Б. М. Теплов и др.), однако результаты, полученные данными исследователями, лишь частично совместимы друг с другом.
С точки зрения психологии, четыре темперамента — лишь одна из возможных систем для оценки психологических особенностей (существуют и другие, например типология Юнга и др.). Современная наука видит в учении о темпераментах отголосок ещё античной классификации четырёх типов психического реагирования в сочетании с интуитивно подмеченными типами физиологических и биохимических реакций индивида.
Основные исследования в области темперамента проводились в областях:
- детской психологии (Buss & Plomin, 1984; Chess & Thomas, 1996; Kagan & Snidman, 2009; Rothbart et al, 2000; Windle & Lerner, 1986),
- клинической психологии и психиатрии (Akiskal, 1998; Cloninger, 1986, 1994; Mehrabian, 1996; Panksepp et al, 1987; Zuckerman, 1994).

В отношении темперамента взрослых, это понятие за рубежом сливается с понятием личности, и анализировалось как «биологически-основанные черты личности» (Cattel, 1965; Digman & Takemoto-Chock, 1981; Goldberg 1993; Guilford & Zimmerman, 1956; McCrae & Costa 1997; Norman, 1963). Такое слияние не рекомендуется[кем?], так как понятие личности относится к социо-культурным процессам, ценностям, установкам, личному опыту, самооценке и спектру отношений человека с другими людьми, в то время как темперамент, согласно начальному определению, относится к нейрохимическому балансу организма.

## Тесты на темперамент
- Личностный опросник Айзенка (EPI), Айзенк,1964
- Формула темперамента, А. Белов, 1971[12][35]
- Павловский опросник темперамента («Опросник Стреляу»), Я. Стреляу, 1999[36][37][38]
- Опросники структуры темперамента: Опросник формально-динамических свойств индивидуальности (ОФДСИ), В. М. Русалов, 1990-е; опросник (STQ-77) И. Трофимова, 2000-е[39][40]

## Темперамент и психиатрия
По мнению клинического психолога Ирины Николаевны Трофимовой, причина «живучести» теории темпераментов Гиппократа-Галена может быть в том, что они впервые описали четыре типа поведения действительно легко узнаваемых в обществе, которые также, при крайних дисбалансах, проявляются как психиатрические профили. Эти профили фиксировались человечеством более 2500 лет и отражены в международных классификациях психических расстройств (DSM, МКБ).
Например, проводятся параллели между здоровыми темпераментами и акцентуированными характерами, а также психическими расстройствами:
| Типы по Гиппократу-Галену | Черты темперамента                         | МКБ-10-диагнозы                    | МКБ-10-коды |
| ------------------------- | ------------------------------------------ | ---------------------------------- | ----------- |
| Холерик                   | Импульсивность, агрессия                   | Импульсивное расстройство личности | F60.30      |
| Флегматик                 | Социально отстраненный, погруженный в себя | Шизоидное расстройство личности    | F60.1       |
| Меланхолик                | Грустный, боязливый, подавленный, слабый   | Тревожное расстройство личности    | F60.6       |
| Сангвиник                 | Подвижный, социальный, уверенный в себе    | Циклотимия                         | F34.0       |

## Сопоставление с другими типологиями
Как авторы различных психологических типологий, так и их критики предлагали сопоставление данных типологий с классическими темпераментами. В настоящее время данный подход непопулярен ввиду как размытости определения самих темпераментов, так и разного их понимания различными авторами.

## Критика
Член Комиссии РАН по борьбе с лженаукой Александр Юрьевич Панчин считает, что любые типологии, не основанные на научных исследованиях, являются псевдонаучными В частности, он называет псевдонаучными четыре типа темперамента в классификации Гиппократа..
Психолог Павел Зыгмантович считает, что любые типологии личности и типологии темпераментов не могут предсказывать поведение людей, поскольку, согласно современным представлениям социальной психологии, любые такие типологии (включая биологическую типологию И. П. Павлова), являются устаревшими и не подтверждаются современными исследованиями.
Люди с чистыми темпераментами не встречаются, у каждого человека тип темперамента — смешанный.
Исследования показывают, что и темперамент, и черты личности в целом у человека меняются в течение жизни, за 50 лет выраженность параметров темперамента изменяется от 20 до 60 %.

## В культуре
- Чехов А. П. Темпераменты. — 1881.
- Алхимический марьяж Элистера Кромптона — фантастический роман Роберта Шекли, герои которого — стереотипные представители 4 темпераментов.